# Comuna Albota de Jos, Taraclia
Comuna Albota de Jos este o comună din raionul Taraclia, Republica Moldova. Este formată din satele Albota de Jos (sat-reședință), Hagichioi și Hîrtop.

## Demografie
Conform datelor recensământului din 2014, comuna are o populație de 1.425 de locuitori. La recensământul din 2004 erau 1.555 de locuitori.

## Administrație și politică
Componența Consiliului local Albota de Jos (9 consilieri), ales la 5 noiembrie 2023, este următoarea:
|  | Partid                                       | Consilieri | Componență | Componență | Componență | Componență |
|  | -------------------------------------------- | ---------- | ---------- | ---------- | ---------- | ---------- |
|  | Candidat independent VLADIMIR CELARSCHI      | 1          |            |            |            |            |
|  | Partidul Socialiștilor din Republica Moldova | 4          |            |            |            |            |
|  | Partidul Acțiune și Solidaritate             | 2          |            |            |            |            |
|  | Partidul Comuniștilor din Republica Moldova  | 2          |            |            |            |            |